# Île Charles-XII
L'île Charles-XII (en norvégien : Karl XII-øya) est une île de Norvège située dans l'archipel du Svalbard. Ainsi dénommée en l'honneur du roi Charles XII de Suède (1682–1718), l'île est l'une des îles les plus septentrionales de l'archipel et de ce fait, l'une des terres les plus septentrionales de la Norvège. 

## Description
L'île s'allonge dans une direction N.-S. et mesure environ 2,5 km de long pour 500 m de large. Elle se trouve à une cinquantaine de kilomètres à l'est de l'archipel des Sjuøyane, dans le nord du Svalbard.
L'île Charles-XII est incluse dans la réserve naturelle du Svalbard Nord-Est.